# Aksonotmeza
Aksonotmeza (axonotmesis) – termin w klasyfikacji Seddona oznaczający uszkodzenie nerwu poprzez przerwanie aksonu, z zachowaniem nieuszkodzonej otoczki mielinowej. Uszkodzenia tego typu mogą się stosunkowo łatwo zregenerować. Wyjątkiem są sytuacje, w których wystąpił trwały ucisk na nerw, co spowodowało włóknienie wewnątrz osłonki.